# Mercury-Atlas 7
Die Mission Mercury-Atlas 7 (MA-7) war ein bemannter Weltraumflug im Rahmen des US-amerikanischen Mercury-Programms.

## Besatzung
Am 29. November 1961, nach dem erfolgreichen Flug von Mercury-Atlas 5 mit einem Schimpansen an Bord, gab die NASA die Besatzungen für Mercury-Atlas 6 und 7 bekannt. Pilot für Mercury-Atlas 7 sollte Deke Slayton werden. Als Ersatzpilot wurde Walter Schirra eingeteilt.
Schon lange zuvor waren bei Slayton Herzrhythmusstörungen festgestellt worden, die ihn jedoch nicht am Astronautentraining hinderten. Am 15. März 1962 wurde aber der Öffentlichkeit mitgeteilt, dass Slayton aufgrund eines Herzproblems diesen Flug nicht übernehmen konnte. Er wurde allerdings nicht durch den Reservepiloten Schirra ersetzt, sondern durch Scott Carpenter, der bereits Ersatzmann für (den vom Missionsprofil relativ ähnlichen) Flug Mercury-Atlas 6 gewesen war und deshalb als besser geeignet erschien.

## Vorbereitung
Das Raumschiff (Seriennummer 18) wurde am 15. November 1961 in Cape Canaveral angeliefert. Slayton gab ihr den Namen Delta 7, als Carpenter das Kommando übernahm, wurde sie in Aurora 7 umbenannt. Die Atlas-Rakete traf am 8. März 1962 ein. Der ursprünglich für die zweite Aprilwoche geplante Start musste jedoch mehrfach verschoben werden.
Prinzipiell war für Mercury-Atlas 7 der gleiche Flugverlauf wie für Mercury-Atlas 6 vorgesehen: drei Erdumkreisungen mit Wasserung in der Karibik, jedoch sollten mehr Experimente durchgeführt werden.

## Flugverlauf

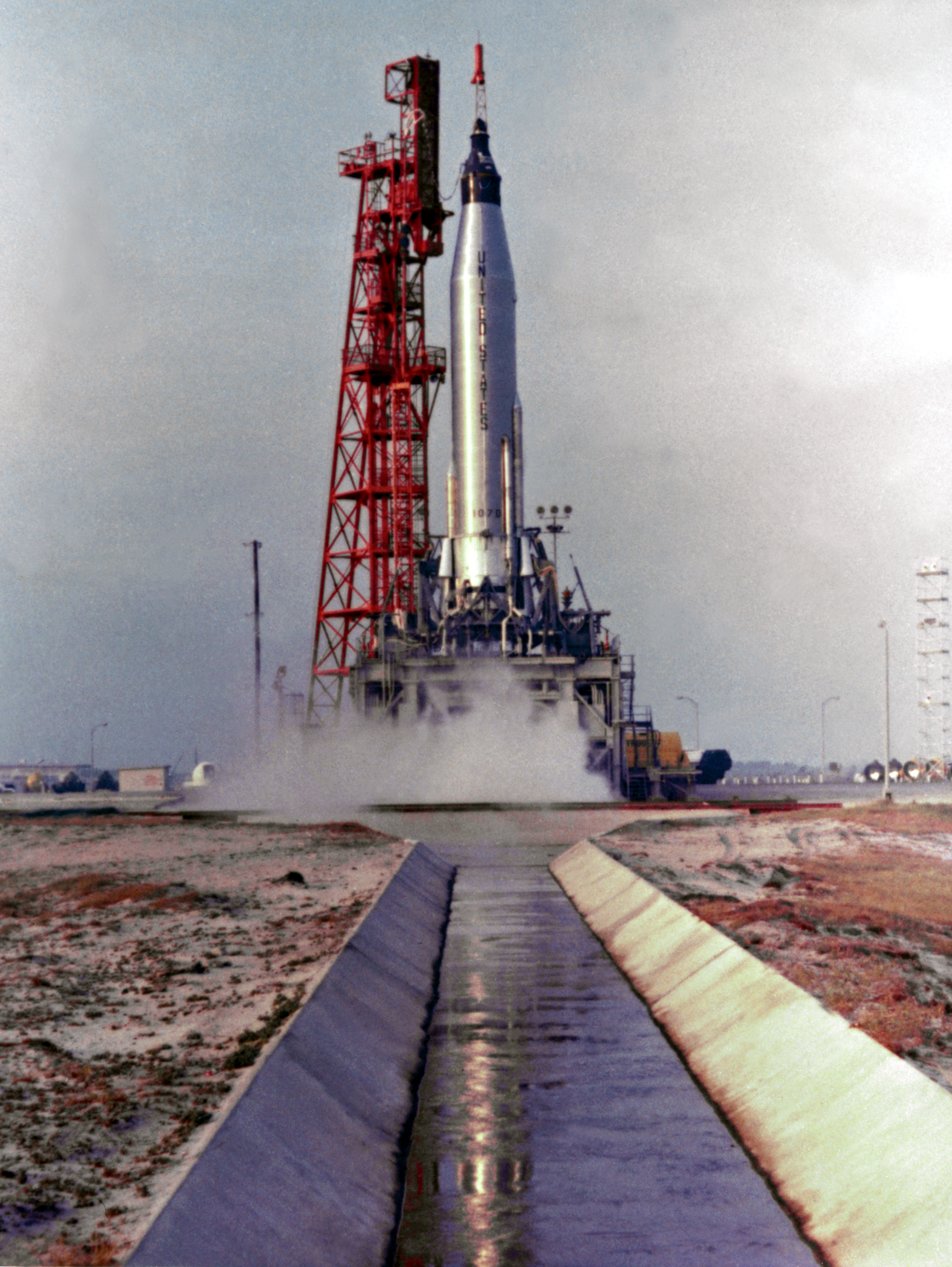
Startvorbereitungen der Mission Mercury-Atlas-7

Mercury-Atlas 7 wurde am 24. Mai 1962 um 7:45 Uhr Ortszeit gestartet und erreichte fünf Minuten später die Erdumlaufbahn. Carpenter führte während seiner drei Erdumkreisungen mehrere Experimente durch. Unter anderem sollte er Leuchtraketen beobachten, die in Australien abgefeuert wurden, was jedoch aufgrund der Bewölkung nicht möglich war.
Für Probleme sorgte eine unentdeckte Fehlfunktion im automatischen Lagekontrollsystem, genauer im PHS (pitch horizon scanner): Sie führte zu einem deutlich erhöhten Treibstoffverbrauch und war auch dafür verantwortlich, dass Carpenter den Wiedereintritt manuell einleiten und steuern musste. Infolge der nicht korrekt arbeitenden Lageregelung war dabei die Kapsel um 25 Grad bezüglich der Gierachse fehlausgerichtet, so dass der Schub nicht in die richtige Richtung ging, was eine Abweichung um 270 km vom geplanten Landepunkt nach sich zog. Ein zu geringer Schub der Bremsraketen bedingte weitere 100 km Abweichung, und die (infolge der manuellen Aktivierung) um wenige Sekunden verspätete Zündung trug weitere 30 km bei. Insgesamt verfehlte Aurora 7 den vorhergesehenen Landepunkt um 400 Kilometer und ging außerhalb der Funkreichweite der Bergungsflotte nieder.
Etwa eine halbe Stunde nach der Wasserung erreichten die ersten Flugzeuge Carpenter, der inzwischen auf einem Rettungsfloß neben der Landekapsel wartete. Nach drei Stunden wurde er an Bord eines Hubschraubers gebracht, der vom Flugzeugträger Intrepid gestartet war. Der Zerstörer Farragut, der zuerst an der Landestelle war, blieb bei der Landekapsel, bis sie durch die John R. Pierce sechs Stunden später geborgen wurde.

## Bedeutung für das Mercury-Programm
Bei der NASA war man mit der Rakete und dem Raumschiff vollauf zufrieden. Auch der zweite Mercury-Flug mit drei Orbits verlief erfolgreich, so dass nun daran gedacht werden konnte, die Flugdauer zu verlängern. Nach wie vor hielt die Sowjetunion den Rekord mit 17 Erdumkreisungen, eine Leistung, an die sich die USA noch nicht heranwagen konnten.
Carpenters Leistung während des Fluges hingegen wurde zum Gegenstand kontroverser Debatten, vor allem weil in der Erdumlaufbahn zu viel Treibstoff verbraucht worden war sowie aufgrund der dadurch mitverursachten Probleme beim Wiedereintritt. Flugdirektor Christopher C. Kraft zeigte sich verärgert über Carpenter, weil er Anweisungen der Bodenkontrolle nicht befolgt und den Instrumenten zu wenig Aufmerksamkeit geschenkt habe. Auch auf Betreiben Krafts wurde Carpenter nie wieder für einen Weltraumflug eingeteilt.
Freilich war der hohe Treibstoffverbrauch maßgeblich durch das nicht korrekt arbeitende automatische Lagekontrollsystem verursacht worden. Die NASA-interne Analyse nach dem Flug stufte diese Fehlfunktion als „missionskritisch“ ein und bescheinigte Carpenter, darauf adäquat reagiert und damit bestätigt zu haben, dass menschliche Piloten in der Lage sind, das Versagen automatischer Systeme erfolgreich zu kompensieren.